# Chrysolampus thenae
Chrysolampus thenae is een vliesvleugelig insect uit de familie Perilampidae. De wetenschappelijke naam is voor het eerst geldig gepubliceerd in 1848 door Walker.